# Ficus francisci
Ficus francisci är en mullbärsväxtart som beskrevs av H. Winkl.. Ficus francisci ingår i släktet fikonsläktet, och familjen mullbärsväxter. Inga underarter finns listade i Catalogue of Life.